# Daniel Theis

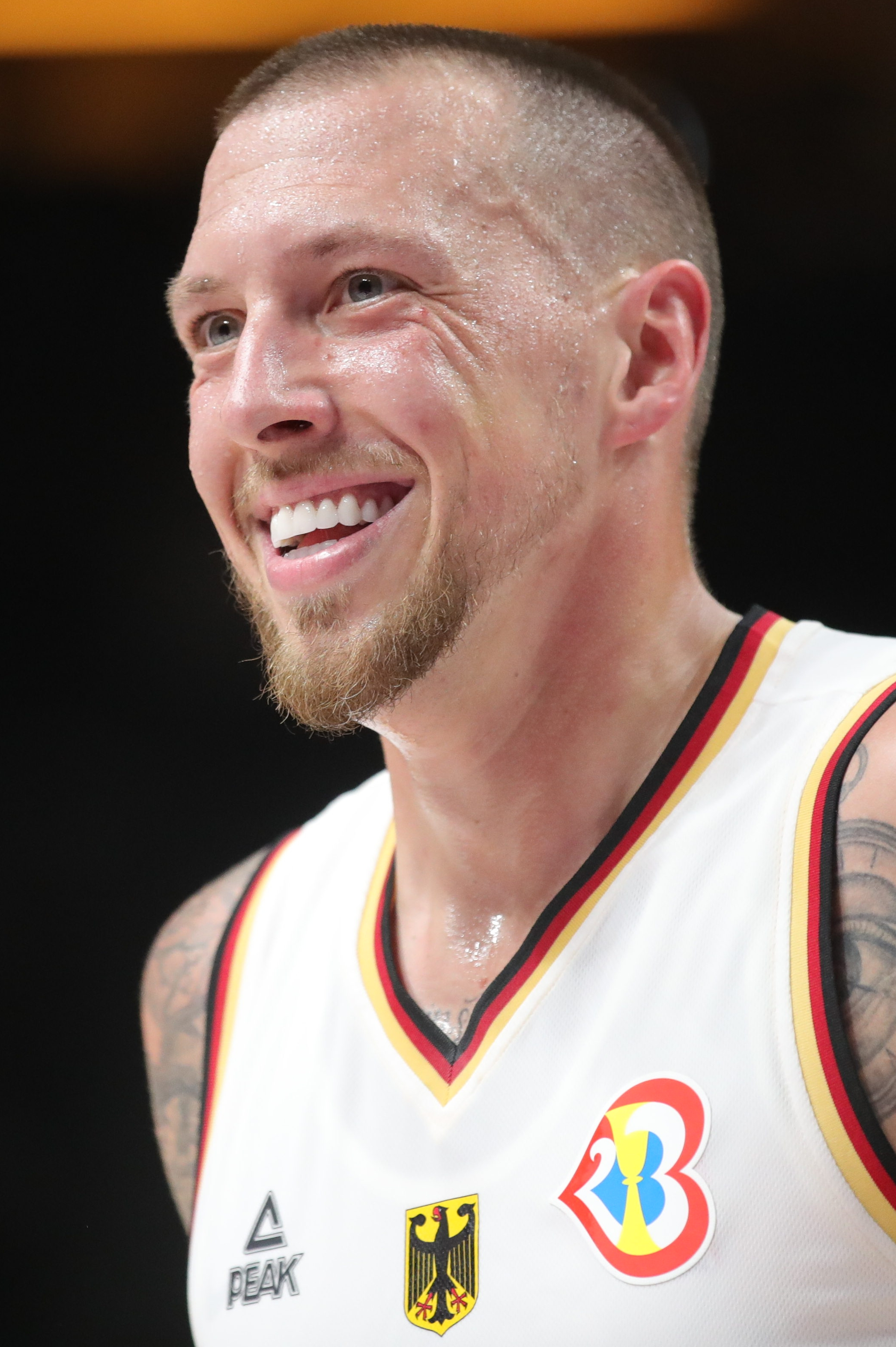
Daniel Theis, 2023.

Daniel Theis, född 4 april 1992 i Salzgitter, är en tysk professionell basketspelare (C/PF) som spelar för Oklahoma City Thunder i National Basketball Association (NBA). Han har tidigare spelat för Boston Celtics, Chicago Bulls, Houston Rockets, Indiana Pacers, Los Angeles Clippers och New Orleans Pelicans.
Theis var med och vinna, tillsammans med det tyska basketlandslaget, en guldmedalj vid världsmästerskapet i basket för herrar 2023 och en bronsmedalj vid europamästerskapet i basket för herrar 2022.
Han blev aldrig NBA-draftad.